# Dircenna relata
Dircenna relata är en fjärilsart som beskrevs av Butler och Druce 1862. Dircenna relata ingår i släktet Dircenna och familjen praktfjärilar. Inga underarter finns listade i Catalogue of Life.